# Норт Бервик (Мејн)
Норт Бервик (енгл. North Berwick) насељено је место без административног статуса у америчкој савезној држави Мејн.

## Демографија
По попису из 2010. године број становника је 1.615, што је 35 (2,2%) становника више него 2000. године.
| Група             | 2000.         | 2010.         |
| Белци             | 1.513 (95,8%) | 1.535 (95,0%) |
| Афроамериканци    | 17 (1,1%)     | 15 (0,9%)     |
| Азијати           | 11 (0,7%)     | 19 (1,2%)     |
| Хиспаноамериканци | 11 (0,7%)     | 18 (1,1%)     |
| Укупно            | 1.580         | 1.615         |